# Purgatorius
A Purgatorius az emlősök (Mammalia) osztályába és a főemlősök (Primates) rendjébe tartozó fosszilis nem.

## Tudnivalók
A Purgatorius egyike a négy kihalt kezdetleges főemlősnek. Maradványait Montana államban fedezték fel, 65 millió éves rétegben. Először William Clemens írta le, 1974-ben. Ő az állatot egy főemlősszerű lénynek képzelte el, amelynek mérete megegyezik egy házi patkány méretével.
Korábban úgy gondolták, hogy a Purgatorius az egyetlen eléggé ősi plesziadapi-alakú (Plesiadapiformes), amelyből kifejlődhetett a plesziadapi-alakúak rendje és a főemlősök rendje. Bár az Euarchontoglires öregrendbe való sorolása bizonytalan volt, a fog kövületek és a metszőfogak alakja inkább a főemlősökkel állította rokonságba. Ezért 2007-ben Bloch et al. a Purgatoriust a főemlősök (Primates) rendjébe helyezte, kezdetleges főemlősnek.

## Rendszerezés
A nembe az alábbi fajok tartoztak:
- Purgatorius janisae Van Valen, 1994
- Purgatorius titusi Buckley, 1997
- Purgatorius unio típusfaj Van Valen & Sloan, 1965
- ?Purgatorius ceratops Van Valen & Sloan, 1965 - lehet, hogy egy másik faj szinonimája